# 고요의 땅
《고요의 땅》(Quiet Cool)은 미국에서 제작된 클레이 보리스 감독의 1986년 액션 영화이다. 제임스 레마 등이 주연으로 출연하였고 로버트 샤이 등이 제작에 참여하였다.
영화 음악은 제이 퍼거슨(Jay Ferguson)이 작곡하였다. 마마스 앤 파파스의 노래 California Dreamin'이 이 영화에 두 차례 사용된다. "Quiet Cool"이라는 엔딩 크레딧 주제곡이 Joe Lamont에 의해 작사, 작곡되었다.

## 출연

### 주연
- 제임스 레마
- 애덤 콜먼 하워드
- 데프니 아쉬브룩
- 자레드 마틴
- 닉 카사베츠
- 프랜 라이언

### 조연
- 브룩스 가드너
- 클레이튼 랜디
- 크리스 멀키

## 기타
- 협력프로듀서: 사라 리셔
- 배역: 아네트 벤슨